# Helicia lewisensis
Helicia lewisensis är en tvåhjärtbladig växtart som beskrevs av D.B. Foreman. Helicia lewisensis ingår i släktet Helicia och familjen Proteaceae. Inga underarter finns listade i Catalogue of Life.